# Tuntex Sky Tower
Tuntex Sky Tower nebo T & C Tower nebo také 85 SKYTOWER (Tuntex & Chien-Tai Tower) je mrakodrap ve městě Kao-siung na Tchaj-wanu. Má výšku 347 metrů, s anténou 378 metrů. Byl postavený v letech 1994–1996 a otevřený v roce 1997. Je to nejvyšší budova v tomto městě a bývalá nejvyšší budova na Tchaj-wanu, a to až do dokončení mrakodrapu Taipei 101. Tuntex Sky Tower, který nabízí unikátní design, má 85 poschodí a po svém otevření nahradil na pomyslném prvním místě nejvyšších budov Shin-Kong Life Tower, do té doby nejvyšší na Tchaj-wanu.